# Cuerpo diplomático

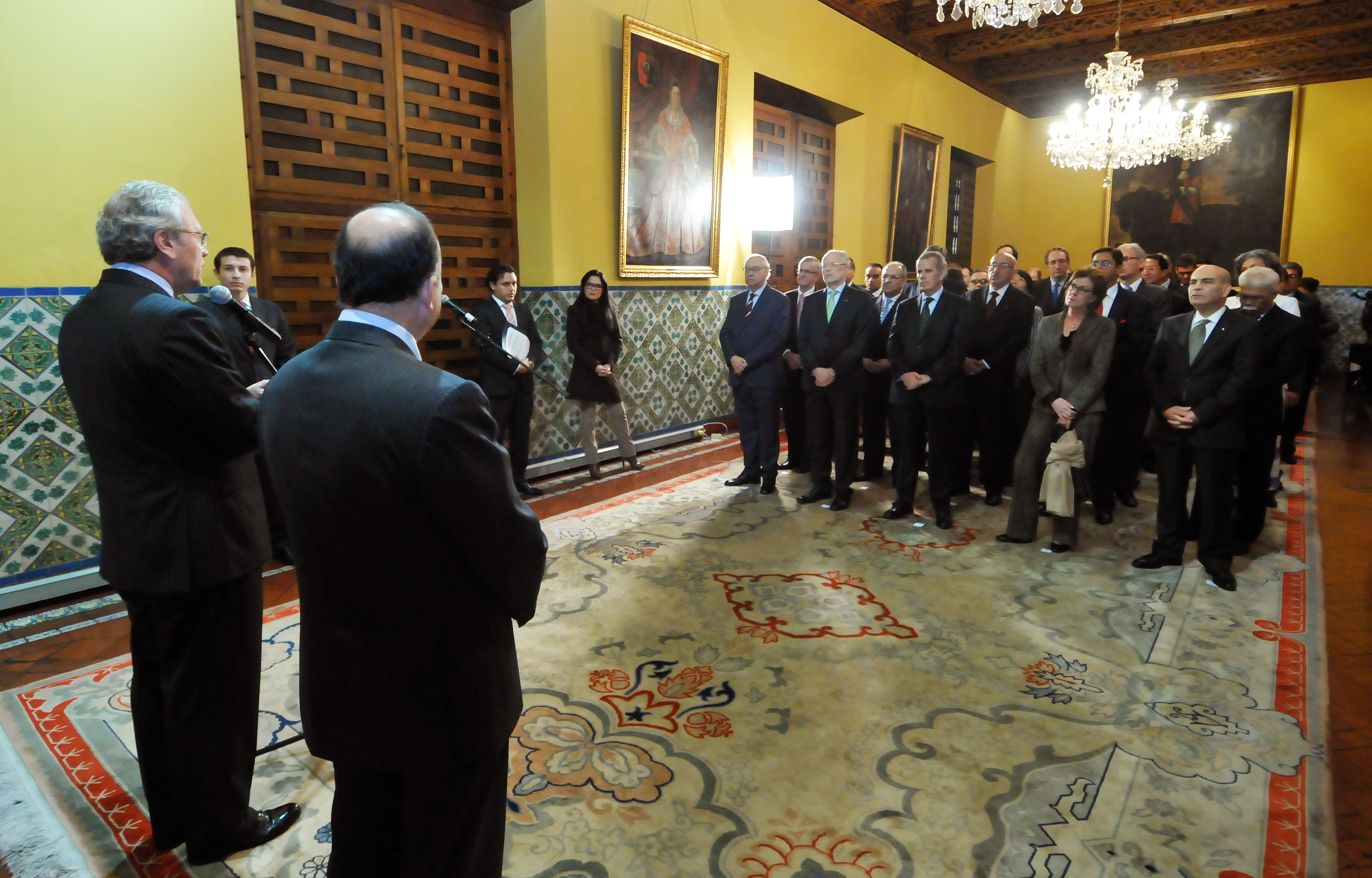
El Canciller Gonzalo Gutiérrez Reinel recibiendo el saludo del Cuerpo Diplomático acreditado en el Perú en 2014.

El Cuerpo diplomático, o en francés corps diplomatique (el francés fue durante siglos la lengua franca de la diplomacia; de aquí que el término se utilice todavía, por ejemplo, en neerlandés), es el conjunto de diplomáticos acreditados ante un país u organización.
El término a veces se confunde con el conjunto de cuerpos diplomáticos de un país en concreto; para lo que el término adecuado es "servicio diplomático". El cuerpo diplomático suele tener un reconocimiento oficial por parte del país anfitrión y puede ser también tenido en cuenta en el protocolo de los actos oficiales.
En algunos países, el embajador que durante más tiempo ha permanecido en sus funciones en un país o el Nuncio apostólico reciben el nombre de Decano del Cuerpo Diplomático, que muchas veces goza de una alta posición en el orden de precedencia, estando en el caso español, justo después del gabinete ministerial.
En algunos países, y especialmente en África, el jefe y otros miembros extranjeros de la misión diplomática de algunas de las mayores organizaciones internacionales (Agencias de las Naciones Unidas, de la Unión Europea, del Comité Internacional de la Cruz Roja, o de representantes de la Unión Africana, etc.) son considerados como miembros del cuerpo diplomático y gozan de los mismos derechos y privilegios.